# Підвисоке (станція)
Підвисо́ке — проміжна залізнична станція Тернопільської дирекції Львівської залізниці на неелектрифікованій лінії Березовиця-Острів — Ходорів між станціями Рогатин (17 км) та Потутори (17 км). Розташована в однойменному селі Тернопільського району Тернопільської області.

## Історія
Станція раніше була вузловою Східньогалицької локальної залізниці після відкриття лінії Ходорів — Підвисоке 29 листопада 1897 року (попередньо того ж року 25 січня відкрито лінію Підвисоке — Березовиця-Острів, а  1 червня — лінію Галич — Підвисоке).

## Пасажирське сполучення
На станції Підвисоке зупиняються лише приміські поїзди сполученням Тернопіль — Підвисоке / Ходорів.

## Галерея

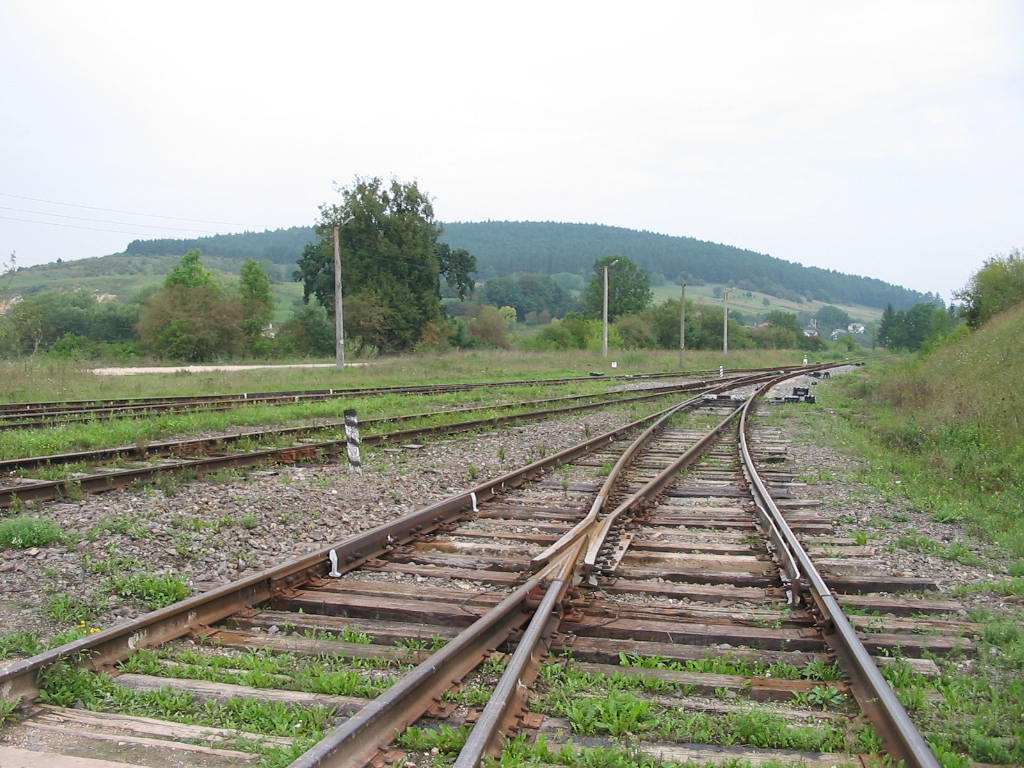
Колійний розвиток станції
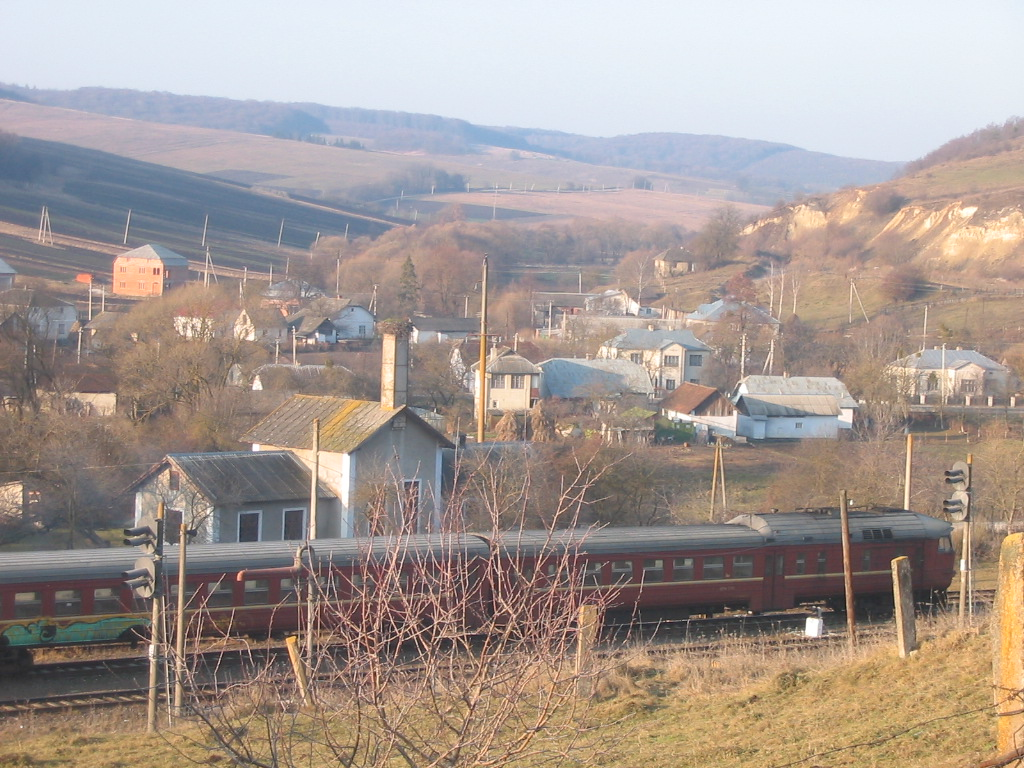
Приміський дизель-поїзд Тернопіль — Ходорів
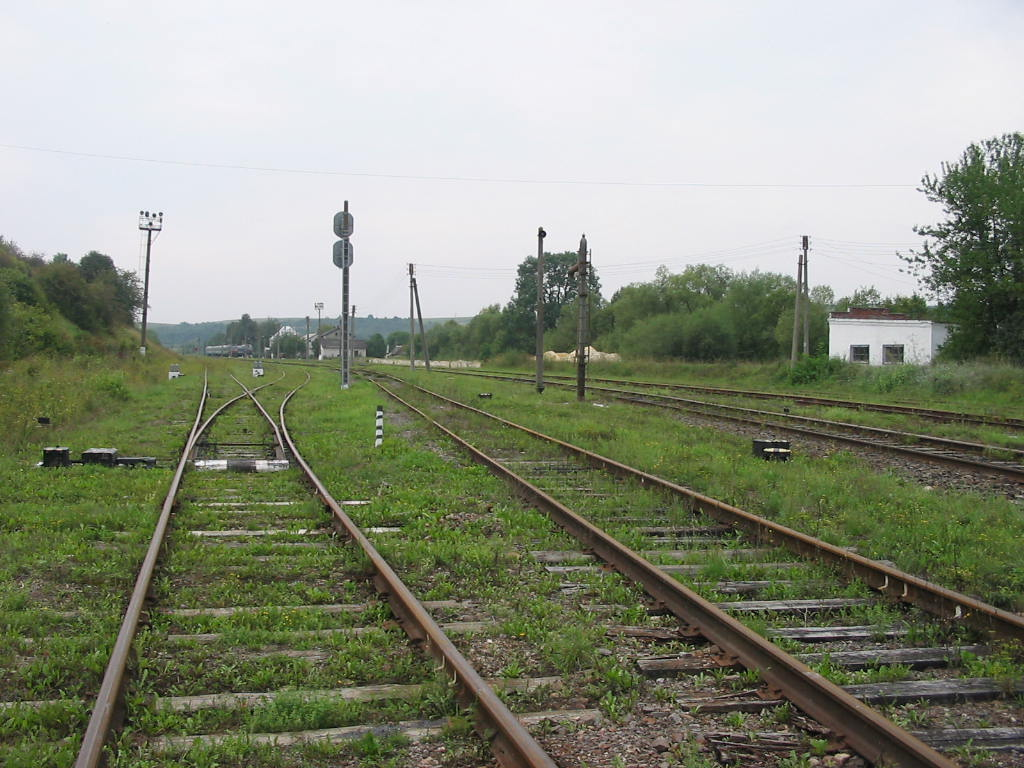
Краєвид станції